# Forstera mackayi
Forstera mackayi là một loài thực vật có hoa trong họ Stylidiaceae. Loài này được Allan mô tả khoa học đầu tiên năm 1935.